# Heure normale d'Europe de l'Est
| Bleu clair | Heure d'Europe de l'Ouest / Temps moyen de Greenwich (UTC)                                     |
| Bleu       | Heure d'Europe de l'Ouest / Temps moyen de Greenwich (UTC)                                     |
| Bleu       | Heure d'été d'Europe de l'Ouest / Heure d'été du Royaume-Uni / Heure normale d'Irlande (UTC+1) |
| Rouge      | Heure normale d'Europe centrale (UTC+1)                                                        |
| Rouge      | Heure d'été d'Europe centrale (UTC+2)                                                          |
| Jaune      | Heure normale d'Europe de l'Est / Heure de Kaliningrad (UTC+2)                                 |
| Ocre       | Heure normale d'Europe de l'Est (UTC+2)                                                        |
| Ocre       | Heure d'été d'Europe de l'Est (UTC+3)                                                          |
| Vert       | Heure de Moscou / Heure en Turquie (UTC+3)                                                     |
| Turquoise  | Heure en Arménie / Heure en Azerbaïdjan / Heure en Géorgie (UTC+4)                             |

Pour les articles homonymes, voir EET.

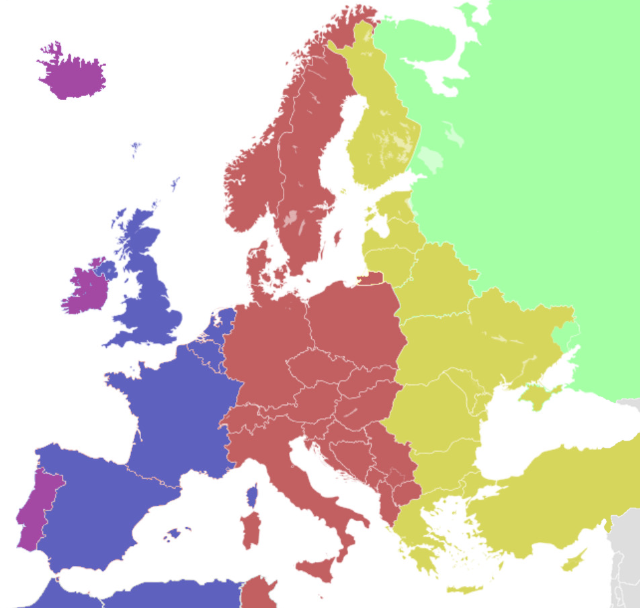
Fuseaux horaires hypothétiques en Europe si chaque pays appliquait systématiquement l’horaire solaire de là où se trouve la partie principale du pays.

L'heure normale d'Europe de l'Est (HNEE ; en anglais : Eastern European Time, abrégé en EET) est en avance de deux heures par rapport au temps universel coordonné (UTC+2). Elle est utilisée comme heure légale par certains pays d'Afrique, d'Europe et du Moyen-Orient pendant tout ou partie de l'année (ceux qui appliquent l'heure d'été utilisent l'heure d'été d'Europe de l'Est, UTC+3, pendant les mois correspondants).

## Pays concernés
- Les pays et territoires suivants utilisent l'HNEE pendant toute l'année :
  - Afrique du Sud
  - Botswana
  - Burundi
  - République démocratique du Congo :
    - Kasaï-Occidental
    - Kasaï-Oriental
    - Katanga
    - Maniema
    - Nord-Kivu
    - Orientale
    - Sud-Kivu

  - Lesotho
  - Libye
  - Malawi
  - Mozambique
  - Rwanda
  - Swaziland
  - Zambie
  - Zimbabwe

- Les pays et territoires suivants utilisent l'HNEE pendant l'heure d'hiver, entre le dernier dimanche d'octobre à 1 h UTC et le dernier dimanche de mars à 1 h UTC :

- Bande de Gaza
- Biélorussie
- Bulgarie
- Chypre (sauf Chypre du Nord)
- Cisjordanie
- Estonie
- Finlande
- Grèce
- Israël
- Jordanie
- Kaliningrad
- Lettonie
- Liban
- Lituanie
- Moldavie
- Roumanie
- Syrie
- Ukraine (sauf la Crimée)